# Blackwood (Australie)
Pour les articles homonymes, voir Blackwood.
Blackwood (235 habitants) est un village à 89 km au nord-ouest de Melbourne, la capitale de l'État de Victoria en Australie.
Au moment de la ruée de l'or au Victoria, le village a compté jusqu'à 11 000 habitants.

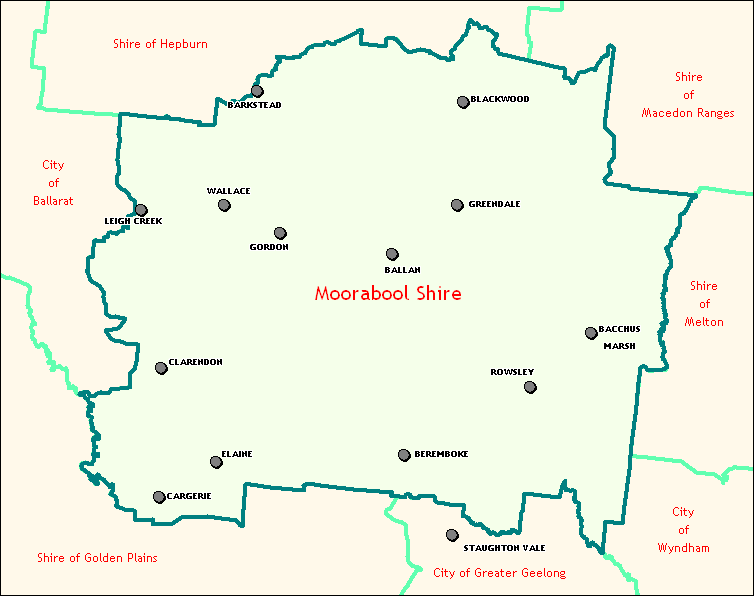
carte du comté de Moorabool